# Platypeza pulla
Platypeza pulla är en tvåvingeart som beskrevs av Snow 1895. Platypeza pulla ingår i släktet Platypeza och familjen svampflugor. Inga underarter finns listade i Catalogue of Life.